# 소노다 준
소노다 준(일본어: 薗田 淳, 1989년 1월 23일 ~ )는 일본의 전 축구 선수이다.

## 구단 경력
그는 2007년부터 2018년까지 J리그의 가와사키 프론탈레, FC 마치다 젤비아, 콘사돌레 삿포로, 로아소 구마모토, 후지에다 MYFC, 블라우블리츠 아키타에서 활동하였다.

## 국가대표팀 경력
그는 2010년 아시안 게임에 참가할 일본 U-23 국가대표팀에 발탁되었으며, 금메달 획득에 기여했다.